# Alain Laurier
Pour les articles homonymes, voir Laurier.
Alain Laurier est un footballeur français reconverti en entraîneur. Il est né le 12 septembre 1944 à Créteil (Val-de-Marne) et mort le 25 décembre 2023 à Vitry-sur-Seine.

## Biographie
Alain Laurier naît le 12 septembre 1944 à Créteil.  
Milieu de terrain débutant à Cœuilly, il évolue ensuite au Stade de Reims. Dans le club champenois, il côtoie des grands noms comme Raymond Kopa ou Lucien Muller. 
Il joue son premier match en championnat avec les professionnels le 17 octobre 1965. Il participe au retour des stadistes parmi l'élite en 1970. Deux ans après, il est recruté par le Paris Football Club qui évolue alors en Division 1. Mais le club parisien doit descendre en Division inférieure au bout de deux ans. Alain Laurier rejoint alors Angers, sans plus de succès. Il effectue sa deuxième saison dans ce club en Division 2.
En 1976, il commence sa reconversion. Il devient entraîneur (DEPF), tout en continuant à évoluer comme joueur au Mans. Il prolonge encore sa carrière d'entraîneur-joueur à Caen arrêtant de jouer définitivement durant sa dernière saison avec le club normand. 
Il entraîne ensuite Poissy, Grenoble, Istres, Dijon puis des clubs à l'étranger : à Dubaï et en Chine. De 2002 à 2004, il est Directeur technique national de l'équipe du Qatar.
Alain Laurier meurt le 25 décembre 2023 à Vitry-sur-Seine, âgé de 79 ans.

## Carrière de joueur
- 1960-1965 :  Champigny-Cœuilly et F.C. Nogent sur Marne
- 1965-1972 :  Stade de Reims
- 1972-1974 :  Paris FC
- 1974-1976 :  SCO Angers
- 1976-1979 :  US Le Mans (entraîneur-joueur)
- 1979-1982 :  SM Caen (entraîneur-joueur)[3]

## Carrière d'entraîneur
- 1976-1979 :  US Le Mans
- 1979-1983 :  SM Caen
- 1983-1986 :  AS Poissy
- 1986-1989 :  FC Grenoble
- 1990-1994 :  FC Istres
- 1995-1997 :  FC Dijon
- 1997-1998 :  Al Wasl Dubaï
- 1999-2000 :  Al Wasl Dubaï
- 2000-2001 :  Shenyang Jinde
- 2002-2004 :  Qatar (DTN)

## Palmarès
- International amateur et militaire
- Participation aux Jeux olympiques de Mexico de 1968
- Champion de France D2 en 1966 avec le Stade de Reims
- Meilleur Entraîneur de D2 de l'année 1991 avec Istres (selon l'hebdomadaire France-Football)

## Statistiques
- Premier match en Division 2 : le 17 octobre 1965 : Reims-Boulogne (2-1)
- Premier match en Division 1 : le 8 octobre 1966 : Reims-Bordeaux (4-1)
- 63 matches et 3 buts marqués en Division 1 avec le Stade de Reims
- 69 matches et 7 buts marqués en Division 2 avec le Stade de Reims

## Publications
- Football « Culture tactique et principes de jeu », Chiron Sports, 1975
- « Perfectionnement pour l'élite », en langue Arabe pour la Fédération de Football du Qatar en 2003